# Percy Jackson e gli dei dell'Olimpo: il mare dei mostri (romanzo)
Percy Jackson e gli dei dell'Olimpo: il mare dei mostri, detto anche solamente Il mare dei mostri, è un romanzo fantasy ed è il secondo di una serie di cinque romanzi della saga letteraria di Percy Jackson e gli dei dell'Olimpo scritta ed ideata dallo scrittore statunitense Rick Riordan negli anni duemila che ha come protagonista Percy Jackson. È stato pubblicato in lingua originale nel 2006 e in italiano nel 2010.

## Trama
L'ormai tredicenne Percy Jackson ha iniziato una nuova scuola, è si è fatto un nuovo amico, un ragazzo senzatetto di nome Tyson che non sembra molto intelligente. Frattanto, sogna Grover vestito da sposa. 
Un giorno, verso la fine di una partita di pallamano contro una squadra di Detroit, i ragazzi di qeust'ultima risultano essere Lestrigoni, intenzionati a uccidere Percy e il suo nuovo amico Tyson per mangiarli: lo scontro che ne deriva finisce con il demolire la palestra della scuola, della quale il suo rivale Sloan incolpa Percy. Aiutato dalla semidea Annabeth Chase e Tyson, sul taxi delle Graie Percy ritorna al Campo Mezzosangue, dove i campeggiatori guidati da Clarisse LaRue combattono i tori del Colchide. A Tyson viene concesso il permesso di oltrepassare il confine del campo per salvare nuovamente Percy. Tyson è in realtà un piccolo Ciclope e fratellastro di Percy, poiché è anche figlio di Poseidone. 
Dopo aver sconfitto i tori, i campeggiatori scoprono che la barriera magica si è indebolita a causa della malattia del pino che si trova sul confine: il pino, che è la mutazione della morente Talia, figlia di Zeus e di una mortale, doveva proteggere il campo, ma è stata avvelenata dal semidio Luke, figlio di Hermes che si è ribellato ai suoi simili tempo prima e adesso ha attaccato il campo con una misteriosa sostanza. Per il veleno non esiste cura escluso il Vello d'oro, e dell'avvelenamento è incolpato ingiustamente l'ex professore di Percy, il centauro Chirone.
Come nuovo direttore per il Campo e allenatore per i ragazzi il signor D sceglie Tantalo, proveniente dagli inferi: questo si dimostrerà un pessimo insegnante, poco interessato a riguardo della salute del Pino di Talia, e molto antipatico e ingiusto verso Percy, che già alcuni Mezzosangue stanno schernendo per esser amico del fortissimo ma timido e alquanto sciocco Tyson.
Alla fine della serata, Percy espone il suo piano per salvare il pino ed il Campo Mezzosangue, perché ha riconosciuto nel discorso delle Graie le coordinate per l'isola di Polifemo, sita in mezzo al "Mare dei Mostri", dove è imprigionato il satiro Grover e dov'è custodito il  Vello d'oro.
Dopo una corsa con le bighe, vinta da Clarisse figlia di Ares, ostacolata peraltro da un attacco a tutti i partecipanti dagli Uccelli del lago Stinfalo, la missione del recupero è affidata a quest’ultima, ma Percy, accompagnato da Annabeth e Tyson (la seconda all'inizio riluttante, perché proprio per trattenere un Ciclope che li inseguiva Talia si sacrificò per consentire a Grover e Annabeth la fuga al Campo Mezzosangue anni prima), che è stato intanto riconosciuto come figlio da Poseidone, esce di soppiatto per andare. Prima di lasciare il Campo, Percy incontra il dio Ermes, che gli consegna due doni oltre che una provvista di ambrosia, cibo e attrezzi da campeggio: un thermos che contiene i quattro venti, che favorirebbero gli eroi durante il viaggio se ben usati, e delle vitamine speciali, da usare solo in caso di bisogno; Ermes consiglia loro anche di salire su una nave da crociera poco lontana, la Principessa Andromeda. I tre eroi, Percy, Annabeth e Tyson, scoprono che i passeggeri della nave sono simili a zombie, comandati da Luke Castellan, figlio di Ermes e traditore del Campo, che aiutato dai gemelli uomini-orsi Agrio e Orico trasporta una bara dorata; i tre amici riescono a scappare per miracolo.
In seguito, si fermano in uno dei rifugi che aveva costruito Annabeth insieme a Luke e Talia, e vengono attaccati dall'Idra di Lerna. Vengono però salvati da Clarisse e partono insieme a lei con una barca donata da Ares, suo padre, guidata da marinai morti nella Guerra Civile. Al Triangolo delle Bermuda, che Annabeth e Percy hanno identificato come loro meta, e dopo un viaggio veloce grazie dall'orientamento notevole che Percy acquisisce quando è in mare, riescono a oltrepassare Scilla e Cariddi, che faranno una strage dei marinai non-morti: mentre Tyson cerca di aggiustare il motore a vapore dell'imbarcazione, questo esplode, catapultando Clarisse in una direzione e Annabeth in un'altra, entrambe su una scialuppa di salvataggio diversa; poco dopo Annabeth riesce a ripescare Percy, ma del ciclope non c'è più traccia.
I due arrivano a un'isola che sembra un paradiso naturale, dove vivono solo donne, e la proprietaria C.C. che convince con l'inganno Percy a bere un intruglio incantato che lo trasforma in un porcellino d'India. Quando Annabeth, momentaneamente allontanata, si rende conto che C.C. è in realtà Circe, mangia una delle pastiglie di vitamine di Ermes e prova a costringere la maga a far tornare il semidio alla sua forma originale; non riuscendo nell'intento, versa le pastiglie rimaste nella gabbia in cui è rinchiuso il ragazzo con altri porcellini d'India e in pochi secondi tutti tornano umani (gli altri erano Barbanera e altri suoi compari, figli di Ares, e il suo equipaggio).
Mentre Circe si dispera per lo scompiglio che i pirati causano sull'isola, Percy e Annabeth fuggono con la nave di Barbanera e giungono all'isola delle sirene. La ragazza convince l'altro a farsi legare a un albero per ascoltare il loro canto, mentre lui si tappa le orecchie con della cera, come fece anche Ulisse; però all'improvviso Percy si rende conto che Annabeth è riuscita a liberarsi, avendo ancora il suo coltello, e a lanciarsi in mare, cercando di raggiungere l'isola. All'ultimo minuto riesce a riportarla indietro e a liberarla dall'incantesimo, salvandola da morte certa.
L'ultima isola che raggiungono è la loro destinazione: l'isola di Polifemo. Ad accoglierli, però c'è un gregge di pecore carnivore grandi quanto ippopotami, che fanno da guardie al Vello d'oro, oltre al Ciclope: questo aveva scambiato grover per una ciclopessa e voleva sposarlo, ma il satiro, per prendere tempo, in modo simile a Penelope aveva cominciato a tessere un abito da sposa e disfarlo di nascosto da Polifemo. I Ciclope ora tiene in ostaggio Clarisse, meditando inizialmente di mangiarla, poi di sposarla al posto di Grover e mangiare lui alle nozze. Percy e Annabeth liberano i due con uno stratagemma ideato da Annabeth, ispirandosi in parte a Ulisse: lui si nasconde sotto una pecora erbivora per entrare nella caverna mentre lei attira Polifemo lontano dalla caverna indossando il cappellino che la rende invisibile di sua madre, ma proprio quando il piano sembra che stia fallendo ricompare Tyson, salvato da un ippocampo mandato da Poseidone, che fa cadere l'altro ciclope in una voragine che divide a metà l'isola.
Gli eroi si apprestano a tornare a casa sulla nave di Barbanera, ma Polifemo è ancora vivo e cerca di impedire loro la fuga, distruggendo il veliero.
Allora Percy e Tyson lottano contro di lui e riescono ad accecarlo nuovamente, essendo così liberi di andarsene sul dorso di alcuni ippocampi. Arrivati a Miami, Percy consegna a Clarisse il Vello d'oro per riportarlo al Campo in aereo, cosicché ella possa mantenere il suo onore per aver portato a termine la propria impresa; ma proprio quando la ragazza parte per l'aeroporto arriva Luke, che li porta sulla sua nave da crociera per farsi dare il Vello. Con l'inganno, Percy fa rivelare a Luke chi è stato ad avvelenare il pino e il malvagio semidio confessa il crimine, ignaro che l'altro aveva attivato un canale di comunicazione con Dioniso e il Campo Mezzosangue proprio per far scoprire la verità e far scagionare Chirone.
Alla fine, grazie all'intervento del centauro e dei suoi "fratelli", i tre riescono a scappare e a tornare al Campo Mezzosangue, dove il Vello d'oro, consegnato da Clarisse, inizia a far ristabilire il pino Talia e l'intera valle. Qualche giorno dopo, Percy e Annabeth gareggiano insieme nella corsa delle bighe e riescono a vincere, acclamati da tutti; in seguito Tyson avvisa il fratellastro che trascorrerà il resto dell'estate dal loro padre, nell'Oceano, ad imparare dai Ciclopi il mestiere di fabbro. Quella notte poi Grover sveglia bruscamente, esendo accaduto qualcosa durante il turno di guardia di Annabeth al Vello d'oro; i due, con Chirone e gran parte del Campo, arrivano al pino, dove scoprono che, oltre al veleno, il Vello ha espulso dall'albero anche Talia Grace, la figlia di Zeus.
Una profezia dell'Oracolo dice che uno dei figli dei Pezzi Grossi dell'Olimpo, Zeus, Poseidone e Ade, li tradirà o meglio diventerà un'arma pericolosa nella guerra fra gli Olimpi e i Titani, se rimarrà vivo fino ai suoi sedici anni. Percy è stato avvertito e dovrà capire chi è il semidio interessato, essendo consapevole che con la rinascita di Talia, Crono ha un nuovo eroe a disposizione per liberarsi. Luke aveva rubato il Vello per riportare Talia in vita e dare a Crono, che era in fase di ricomposizione nella bara, l'opportunità di una seconda "arma".

## Capitoli
1. Il mio migliore amico va a comprarsi un abito da sposa
2. Gioco a palla prigioniera con i cannibali
3. Chiamiamo il Taxi del tormento eterno
4. Tyson gioca con il fuoco
5. Ho un nuovo coinquilino
6. L'attacco dei piccioni demoniaci
7. Accetto regali da uno sconosciuto
8. Ci imbarchiamo sulla Principessa Andromeda
9. Ho la peggiore riunione di famiglia della storia
10. Scrocchiamo un passaggio ai sudisti zombie
11. Clarisse manda tutto all'aria
12. Facciamo un salto al centro benessere C.C.
13. Annabeth vuole tornare a casa a nuoto
14. Incontriamo le pecore della sventura
15. Nessuno si prende il Vello
16. Affondo con la nave
17. Riceviamo una sorpresa a Miami Beach
18. La carica dei party pony
19. La corsa delle bighe finisce col botto
20. La magia del Vello funziona troppo bene

## Edizioni
- Rick Riordan, Percy Jackson e gli dei dell'Olimpo: il mare dei mostri, Collana I Grandi, Arnoldo Mondadori Editore, 2010, ISBN 978-88-04-60356-6.